# Star Wars Galaxies
Star Wars Galaxies: An Empire Divided var ett MMORPG med science fiction-tema baserat på miljöer och figurer i Star Wars. SWG-servrarna stängdes av den 15 december 2011. Spelet skapades av Sony Online Entertainment med viss rådgivning av Lucas Arts. Projektet omgavs av enorm hype, bland annat rekryterades flera framstående designer, mest uppmärksammad var värvningen av Raph Koster.
Spelet släpptes i Europa den 7 november 2003. Som hos de flesta spel i genren betalas en månadskostnad för att spela det.
Den 24 juni 2011 meddelades att Sony Online Entertainment tillsammans med Lucas Arts tagit beslutet att stänga ner samtliga servrar, och där med Star Wars Galaxies, den 15 december 2011.
Den ursprungliga spelvärlden bestod av tio planeter hämtade från filmerna samt Star Wars Expanded Universe.
Ytterligare två planeter lades till i expansionerna ”Rage of the Wookiees” samt ”Trials of Obi-Wan”.
Varje planet innehåller detaljerad terränginformation och byggnader som kan kännas igen från filmerna och Expanded Universe.

## Planeter
- Tatooine
- Naboo
- Corellia
- Talus
- Rori
- Dantooine
- Lok
- Yavin IV
- Dathomir
- Endors skogsmåne med samma namn

Med expansionen ”Rage of the Wookiees”
- Kashyyyk

Med expansionen ”Trials of Obi-Wan”
- Mustafar

## Historia
Spelet utspelar sig ursprungligen i tiden mellan A New Hope och The Empire Strikes Back.
Som spelare kan man välja att vara neutral eller ansluta sig till Rebellerna eller Imperiet. Ursprungligen var valmöjligheterna större och spelare kunde kombinera yrken och förmågor förhållandevis fritt. Men efter åtskilliga expansioner och uppgraderingar har större begränsningar införts.

## Expansioner

### Jump to Lightspeed
Den första expansionen till Star Wars Galaxies släpptes 27 oktober 2004. Ett helt nytt spelsystem lades till det gamla med möjlighet att bygga, flyga och strida med rymdskepp i ett flertal rymdzoner. Expansionen öppnade möjligheten att göra figurer av raserna Sullustan och Ithorian.

### Rage of the Wookiees
Expansionen släpptes 5 maj 2005. Planeten Kashyyyk lades till och möjlighet att hitta utrustning med koppling till filmen Revenge of the Sith.

### Trials of Obi-Wan
Expansionen släpptes 1 november 2005. Planeten Mustafar blev spelbar. Ytterligare kopplingar till filmen Revenge of the Sith som släpptes ungefär samtidigt på DVD.

## Kritik
"SWG" möttes av betydande besvikelse vid releasen, spelet kritiserades för att innehålla många fel och inte leverera vad som utlovats. När Sony Online Entertainment under april 2005 släppte sin så kallade Combat Upgrade sjönk antalet spelare drastiskt.
Praktiskt sett kan man säga att de klistrade in stridssystemet från Everquest 2 och gjorde en massa ändringar som inte var speciellt omtyckta. Till exempel lades ett levelsystem till, vilket förstörde känslan av en fri värld med en levande miljö. 
I november 2005 6 månader efter den förra totala "uppgraderingen" så ändrade SoE på precis allting en gång till. När de med en veckas förvarning släppte vad som kallas NGE (New Game Enhancements).
"Uppgraderingen" gjorde spelet betydligt enklare då många rollspelsaspekter togs bort och istället spelade man som i ett tredjepersons skjutspel. Många av de hängivna fansen, och vanliga spelare valde att sluta spela spelet i hopp om att det någon gång skulle bli som det var innan spelets "fördumning".
Inte långt senare började utvecklingen av en gratis (man behöver äga klienten*) emulator till spelet. Denna ska kunna emulera en Star Wars Galaxies server så att vem som helst kan spela spelet gratis (om man har klienten*). Det som gör emulatorn så populär är att den baseras på spelet innan uppgraderingen som gav spelet mer simplicitet, men som förstörde spelet i många aspekter. Emulatorn är i nuläget under utveckling, med ett antal servrar uppe.
* Klienten är det "spel"-SWG man en gång inhandlade.